# Били Веми
Василики (Били) Веми (на гръцки: Βασιλική, Μπίλη Βέμη) е гръцка поетеса и историчка.

## Биография
Родена е на 12 ноември 1954 година в сярското село Чифлиджик (Стримонохори), Гърция. Завършва история и археология в Атинския университет. След това специализира в Сорбоната, където защитава докторантура по византийска археология.
Завръща се в Гърция, където преподава в педагогическия отдел в Университета на Тесалия. Преподава византийска археология и изкуство в областта на музейното образование. Също така преподава музейно дело в Солунския университет и в Университета на Западна Македония. Научната и преподавателската ѝ работа са свързани с античното и византийското изкуство, музейното дело, археологията както и преподаването им, връзката между преподаването и музейното дело и културното наследство.
Авторка е на много преводи. Публикува стихосбирки, първата от която е издала на 12 години. Членка е на Съюза на гръцките писатели. Умира на 11 декември 2012 година в Берлин.

## Творби

### Поезия
- Νέλτο (1966)
- Ο κόκορας των θεμελίων (1971)
- Η σκουριά του Μεγαλέξανδρου (1978)
- Τοπίο που σε λένε ποίημα (1987)
- Φυτά του ύπνου (2000)
- Το δέντρο που το φέραν στο μουσείο (2003, δίγλωσση έκδοση ελληνικά-γαλλικά)

### Изследвания
- Το κουτί της γραφής – Πάνω σε τι και με τι (2001, βιβλίο και εποπτικό υλικό για παιδιά και δασκάλους)

### Преводи
- Ράντοβαν Ίβσικ «Ο βασιλιάς Γκόρντογκαν» (θεατρικό δράμα σε πέντε πράξεις, μετάφραση από τα γαλλικά σε συνεργασία με τον Βασίλη Νικολαΐδη – το έργο πρωτοανέβηκε το 1982 από το Θέατρο Τέχνης του Καρόλου Κουν)
- Henri Michaux «Ονειροπολώντας με αφορμή αινιγματικές ζωγραφιές»